# Referèndum del Quebec de 1995
El referèndum de 1995 al Quebec, celebrat el 30 d'octubre del 1995, demanava als quebequesos que es pronunciessin per segona vegada sobre la sobirania del Quebec. El projecte va ser rebutjat pel 50,58 % dels votants.
Formulada pel partit majoritari a l'Assemblea Nacional, el Partit quebequès, la qüestió referendària de 1995 era:
Accepteu que el Quebec sigui sobirà, després d'haver ofert formalment al Canadà una nova associació econòmica i política en el marc del Projecte de Llei sobre el futur del Quebec i de l'acord signat el 12 de juny de 1995?
| « | Acceptez-vous que le Québec devienne souverain, après avoir offert formellement au Canada un nouveau partenariat économique et politique, dans le cadre du projet de loi sur l'avenir du Québec et de l'entente signée le 12 juin 1995 ? | » |

El projecte de llei va ser dipositat a l'Assemblea Nacional de Quebec el 6 de desembre de 1994 pel primer ministre Jacques Parizeau. Aquest avantprojecte exposava el projecte polític que el govern recomanava per tal de fer de Quebec un estat independent, i també el procediment per arribar-hi.
L'acord del 12 de juny de 1995 sobre la celebració del referèndum havia estat discutida i acceptada pel Partit Quebequès, el Bloc Quebequès i l'Acció Democràtica del Quebec. El text de l'acord havia estat enviat als electors per correu durant la campanya del referèndum. La llei del referèndum indicava que les negociacions amb Canadà i les altres províncies no havien de durar més enllà del 30 d'octubre de 1996, llevat que l'Assemblea Nacional de Quebec ho decidís.
Amb el 50,58 % dels 4,7 milions de vots emesos (amb una participació del 93,52 % dels electors, una taxa de participació rècord a Quebec), el resultat va ser «no». La diferència entre el «sí» i el «no» va ser de 54.288 vots.